# Belharra

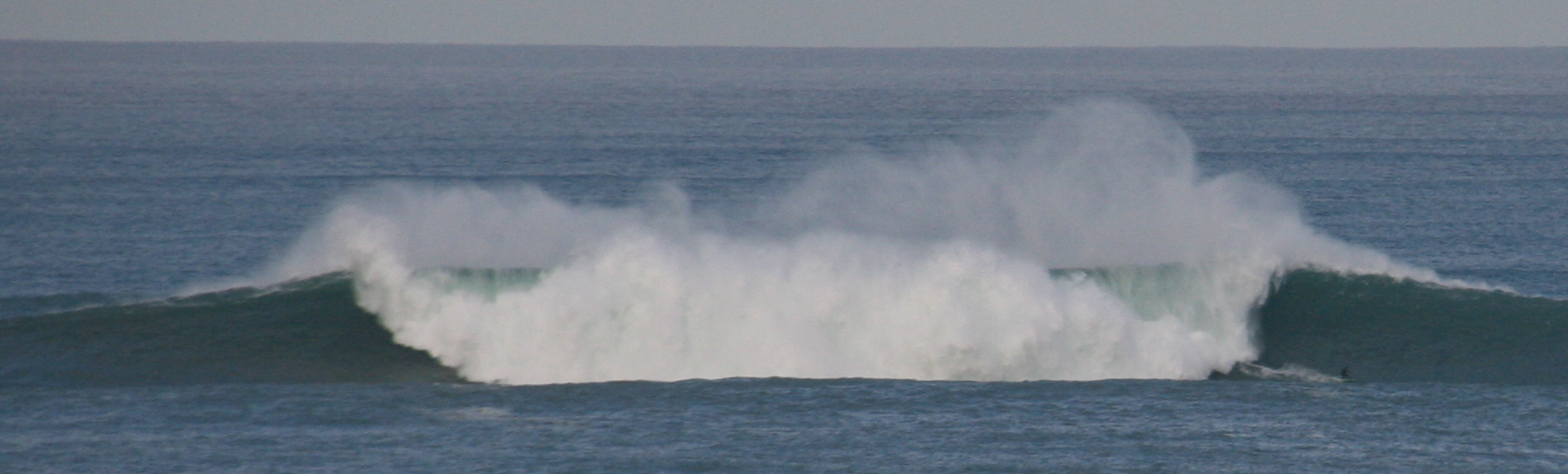
Un surfista em Belharra, em 22 de dezembro de 2013

Belharra, (em basco:  Belarra, literalmente grama, erva) é um arrecife e uma zona de surf localizado em Saint-Jean-de-Luz (Aquitânia, França).
Belharra-Perdun (ou simplesmente Belharra) é um banco localizado na costa basca de Urruña, no departamento de Pirenéus Atlânticos, França. Este banco é capaz de criar uma onda violenta, às vezes engolia-se os barcos atracados em Socoa antes da construção do berço. Esta onda de 8 a 15 metros forma-se no noroeste da baía de Saint-Jean-de-Luz entre Socoa e Hendaia, aproximadamente a 2 quilómetros e meio da costa, e pode ser vista por todos os surfistas. Rompe rara vez, e nem sequer todos os anos. Foi surfada pela primeira vez em 22 de novembro de 2002. O baixo fundo, que tem entre 14 e 18 metros de profundidade, consiste numa meseta que forma um saliente escalonado. Nos dias de mar calmo converte-se numa zona de mergulho. Em 2013 Belharra rompeu a 28 de outubro e a 22 de dezembro; em 2014, a 7 de janeiro. Em 2020, a onda foi vista a 15 de fevereiro.